# جاريد دادلي
جاريد دادلي (بالإنجليزية: Jared Dudley)‏ مواليد 10 يوليو 1985، هو لاعب كرة سلة أمريكي يلعب مع فريق ميلووكي باكز في الرابطة الوطنية لكرة السلة ويحمل الرقم 9. يبلغ طوله 6 قدم 7 بوصة (2.0 م).

## فرق لعب لها
- شارلوت هورنتس
- فينيكس صنز
- لوس أنجلوس كليبرز
- ميلووكي باكز

## روابط خارجية
- جاريد دادلي على موقع إن بي أي (الإنجليزية)
- جاريد دادلي على موقع سبورتس رفرنس (الإنجليزية)
- جاريد دادلي على موقع كرة السلة الأوروبية.كوم (الإنجليزية)
- جاريد دادلي على موقع إي إس بي إن.كوم (الإنجليزية)
- جاريد دادلي على موقع كلية كرة السلة في سبورتس رفرنس.كوم (الإنجليزية)
- جاريد دادلي على موقع ريلجم (الإنجليزية)
- جاريد دادلي على موقع بروبوليرز (الإنجليزية)
- جاريد دادلي على موقع سبورتس رفرنس (الإنجليزية)